# Burning Love
"Burning Love" is een nummer van de Amerikaanse zanger-muzikant Elvis Presley. Hij bracht het nummer op 1 augustus 1972 uit op single. Op 1 oktober 2002 werd het nummer op cd-single uitgebracht.

## Achtergrond
"Burning Love" is geschreven door Dennis Linde en werd oorspronkelijk opgenomen door soulartiest Arthur Alexander, die het op zijn naar zichzelf vernoemde album uit 1972 zette. Korte tijd later, op 28 maart 1972, nam Elvis Presley het nummer op. De elektrische gitaarintro en de riffs in het nummer zijn gespeeld door Linde zelf. Het was een van de laatste echte rockhits tijdens zijn leven; tussen 1972 en 1977 nam hij voornamelijk ballads op die alleen hoge noteringen behaalden in de Hot Country Songs-hitlijst. Uitzonderingen hierop zijn "Burning Love" en "Promised Land" uit 1974.
Presleys cover van "Burning Love" werd op 1 augustus 1972 uitgebracht op single en werd zijn veertigste en laatste Amerikaanse top 10-hit, met een 2e positie in de Billboard Hot 100 als hoogste notering. In de hitlijst van het tijdschrift Cashbox behaalde de plaat  wél de nummer 1- positie, waardoor het zijn twintigste Amerikaanse nummer 1-hit werd. In andere landen werd het ook een hit; in Canada werd het ook een nummer 2-hit en in het Verenigd Koninkrijk piekte de plaat op een 7e positie in de UK Singles Chart. 
In Nederland werd de plaat op zaterdag 28 oktober 1972 door de publieke omroepen verkozen tot de 87e Troetelschijf van de week op Hilversum 3 en werd op zaterdag 18 november 1972 verkozen tot de 158e Alarmschijf van de week op Radio Veronica. De plaat werd een radiohit en bereikte de 19e positie in de  Veronica Top 40 en 17e positie in de publieke hitlijst; de Daverende Dertig / Hilversum 3 Top 30 op de publieke popzender Hilversum 3.
In België bereikte de plaat de 17e positie in de voorloper van de Vlaamse Ultratop 50, de 10e positie in de Vlaamse Radio 2 Top 30 en de 23e positie in de voorloper van de Waalse Ultratop 50. 
In 2007 was het de laatste single die opnieuw werd uitgebracht als onderdeel van de boxset Elvis the King ter gelegenheid van de dertigste sterfdag van Presley; in het Verenigd Koninkrijk behaalde deze single de 13e positie in de UK Singles Chart, terwijl in Nederland de 60 positie in de Single Top 100 werd behaald. In zowel de Nederlandse Top 40 op destijds Radio 538 als de publieke hitlijst; de Mega Top 50 op 3FM werd géén notering behaald.
"Burning Love" verscheen drie maanden na de single-uitgave in augustus 1972 pas voor het eerst op een album; de compilatie Burning Love and Hits from His Movies, Volume 2 bevatte, in tegenstelling tot wat uit de naam kan worden verwacht, geen hits uit zijn films, en de titelsong was de enige echte hit. Hij zong het nummer tijdens ten minste twee concertfilms, Elvis on Tour, waarin hij de tekst van een stuk papier moest halen omdat het nummer nog nieuw was voor hem, en Aloha from Hawaii Via Satellite. Naast Presley is het nummer ook gecoverd door onder meer The 69 Eyes, Melissa Etheridge, Amanda Lear, Mother's Finest, The Residents en Bruce Springsteen. Ook is het gebruikt in de films Lilo & Stitch (een cover van Wynonna Judd), The Game Plan en Planes: Fire & Rescue, de televisieseries The Golden Girls, New Girl en Fuller House, het computerspel Homefront en de attractie Guardians of the Galaxy - Mission: Breakout!.

## Hitnoteringen

### Nederlandse Top 40
| Hitnotering: 25-11-1972 t/m 23-12-1972 | Hitnotering: 25-11-1972 t/m 23-12-1972 | Hitnotering: 25-11-1972 t/m 23-12-1972 | Hitnotering: 25-11-1972 t/m 23-12-1972 | Hitnotering: 25-11-1972 t/m 23-12-1972 | Hitnotering: 25-11-1972 t/m 23-12-1972 | Hitnotering: 25-11-1972 t/m 23-12-1972 |
| Week                                   | 1                                      | 2                                      | 3                                      | 4                                      | 5                                      |                                        |
| -------------------------------------- | -------------------------------------- | -------------------------------------- | -------------------------------------- | -------------------------------------- | -------------------------------------- | -------------------------------------- |
| Positie                                | 26                                     | 19                                     | 19                                     | 32                                     | 38                                     | uit                                    |

### Daverende Dertig / Hilversum 3 Top 30 / Single Top 100
| Hitnotering week 1 t/m 5: 18-11-1972 t/m 16-12-1972 Hitnotering week 6 t/m 7: 08-12-2007 t/m 15-12-2007 | Hitnotering week 1 t/m 5: 18-11-1972 t/m 16-12-1972 Hitnotering week 6 t/m 7: 08-12-2007 t/m 15-12-2007 | Hitnotering week 1 t/m 5: 18-11-1972 t/m 16-12-1972 Hitnotering week 6 t/m 7: 08-12-2007 t/m 15-12-2007 | Hitnotering week 1 t/m 5: 18-11-1972 t/m 16-12-1972 Hitnotering week 6 t/m 7: 08-12-2007 t/m 15-12-2007 | Hitnotering week 1 t/m 5: 18-11-1972 t/m 16-12-1972 Hitnotering week 6 t/m 7: 08-12-2007 t/m 15-12-2007 | Hitnotering week 1 t/m 5: 18-11-1972 t/m 16-12-1972 Hitnotering week 6 t/m 7: 08-12-2007 t/m 15-12-2007 | Hitnotering week 1 t/m 5: 18-11-1972 t/m 16-12-1972 Hitnotering week 6 t/m 7: 08-12-2007 t/m 15-12-2007 | Hitnotering week 1 t/m 5: 18-11-1972 t/m 16-12-1972 Hitnotering week 6 t/m 7: 08-12-2007 t/m 15-12-2007 | Hitnotering week 1 t/m 5: 18-11-1972 t/m 16-12-1972 Hitnotering week 6 t/m 7: 08-12-2007 t/m 15-12-2007 | Hitnotering week 1 t/m 5: 18-11-1972 t/m 16-12-1972 Hitnotering week 6 t/m 7: 08-12-2007 t/m 15-12-2007 |
| Week | 1 | 2 | 3 | 4 | 5 | | 6 | 7 | |
| --- | --- | --- | --- | --- | --- | --- | --- | --- | --- |
| Positie                                                                                                 | 27 | 22 | 17 | 21 | 28 | uit | 60 | 97 | uit |

### NPO Radio 2 Top 2000
| Nummer met noteringen in de NPO Radio 2 Top 2000 | '03 | '04 | '05 | '06 | '07 | '08 | '09 | '10 | '11  | '12 | '13  | '14  | '15  | '16  | '17  | '18  | '19  | '20  | '21 | '22 | '23 | '24 |
| ------------------------------------------------ | --- | --- | --- | --- | --- | --- | --- | --- | ---- | --- | ---- | ---- | ---- | ---- | ---- | ---- | ---- | ---- | --- | --- | --- | --- |
| Burning Love                                     | 835 | 825 | 563 | 775 | 813 | 797 | 895 | 986 | 1123 | 945 | 1077 | 1271 | 1205 | 1405 | 1233 | 1179 | 1057 | 1061 | 969 | 739 | 774 | 647 |

1. ↑  Een vetgedrukt getal geeft de hoogste notering aan.
2. ↑  2003 was het eerste jaar met een notering voor dit nummer.